# Комова, Елизавета Фёдоровна
Елизавета Фёдоровна Комова (род. 1914, Российская империя) — советский и российский художник-мультипликатор (аниматор).

## Биография
Елизавета родилась в 1914 году в Российской империи.
Комова хотела стать артисткой, была лишь на вторых планах в ролях, но актёрская деятельность не прошла успешно и она пошла на курсы художников — мультипликаторов, где стала выпускницей.
О дате и месте смерти информации нет.

## Творческие работы
1. «Кем быть?» (1948)
2. «Весенняя сказка» (1949)
3. «Машенькин концерт» (1949)
4. «Мистер Уолк» (1949)
5. «Дедушка и внучек» (1950)
6. «Друзья-товарищи» (1951)
7. «Ночь перед Рождеством» (1951)
8. «Помни и соблюдай правила пожарной безопасности» (1951)
9. «Таёжная сказка» (1951)
10. «Зай и Чик» (1952)
11. «Снегурочка» (1952)
12. «Волшебная птица» (1953)
13. «Крашеный лис» (1953)
14. «Непослушный котёнок» (1953)
15. «В лесной чаще» (1954)
16. «Два жадных медвежонка» (1954)
17. «Подпись неразборчива» (1954)
18. «Танюша, Тявка, Топ и Нюша» (1954)
19. «Мишка-задира» (1955)
20. «Снеговик-почтовик» (1955)
21. «Стёпа-моряк» (1955)
22. «Трубка и медведь» (1955)
23. «Гадкий утёнок» (1956)
24. «Лесная история» (1956)
25. «Палка выручалка» (1956)
26. «Пирожок» (1956)
27. «Верлиока» (1957)
28. «Волк и семеро козлят» (1957)
29. «Исполнение желаний» (1957)
30. «Снежная королева» (1957)
31. «Грибок-теремок» (1958)
32. «Лиса и волк» (1958)
33. «Мальчик из Неаполя» (1958)
34. «Сказка о Мальчише-Кибальчише» (1958)
35. «Спортландия» (1958)
36. «Янтарный замок» (1959)
37. «День рождения» (1959)
38. «Новогоднее путешествие» (1959)
39. «Винтик и Шпунтик — весёлые мастера» (1960)
40. «Мультипликационный Крокодил № 2»  (1960)
41. «Мурзилка и великан» (1960)
42. «Старик перекати-поле» (1960)
43. «Тринадцатый рейс» (1960)
44. «Ключ» (1961)
45. «Незнайка учится» (1961)
46. «Стрекоза и муравей» (1961)
47. «Небесная история» (1962)
48. «Светлячок № 2» (1962)
49. «Сказка про чужие краски» (1962)
50. «Случай с художником» (1962)
51. «Чудесный сад» (1962)
52. «Проверьте ваши часы» (1963)
53. «Баранкин, будь человеком!» (1963)
54. «Дочь солнца» (1963)
55. «Миллионер» (1963)
56. «Шутки» (1963)
57. «Дело №_» (1964)
58. «Дюймовочка» (1964)
59. «Дядя Стёпа — милиционер» (1964)
60. «Новый дом» (1964)
61. «Петух и краски» (1964)
62. «Ситцевая улица» (1964)
63. «Следы на асфальте» (1964)
64. «Кто виноват» (1964)
65. «Ваше здоровье!» (1965)
66. «Здравствуй, атом!» (1965)
67. «Картина» (1965)
68. «Рикки-Тикки-Тави» (1965)
69. «Светлячок № 6» (1965)
70. «Лягушка-путешественница» (1965)
71. «Букет» (1966)
72. «Про бегемота, который боялся прививок» (1966)
73. «Про злую мачеху» (1966)
74. «Рай в шалаше» (1966)
75. «Светлячок № 7» (1966)
76. «Зеркальце» (1967)
77. «Машинка времени» (1967)
78. «Паровозик из Ромашкова» (1967)
79. «Сказки для больших и маленьких» (1967)
80. «Кот в сапогах» (1968)
81. «Кот, который гулял сам по себе» (1968)
82. «Самый большой друг» (1968)
83. «Хочу бодаться!» (1968)
84. «Чуня» (1968)
85. «Возвращение с Олимпа» (1969)
86. «Девочка и слон» (1969)
87. «Капризная принцесса» (1969)
88. «Снегурка» (1969)
89. «Украденный месяц» (1969)
90. «Дядя Миша» (1970)
91. «Новогоднее происшествие» (1970)
92. «Аргонавты» (1971)
93. «Лабиринт. Подвиги Тесея» (1971)
94. «Терем-теремок» (1971)
95. «Коля, Оля и Архимед» (1972)
96. «Приключения Мюнхаузена. Павлин» (1974)
97. «Приключения Мюнхаузена. Чудесный остров» (1974)